# Barnlekar
Barnlekar är en oljemålning av den flamländske renässanskonstnären Pieter Brueghel den äldre. Den är signerad och daterad 1560 i det nedre högerhörnet. Målningen ingår i samlingarna på Kunsthistorisches Museum i Wien. 
För att lyckas skildra ett så stort antal personer har konstnären utgått från ett fågelperspektiv. I förgrunden syns ett torg och i bakgrunden till vänster breder ett landskap ut sig. Till höger leds blicken bort från torget av en stadsgata med tydligt centralperspektiv i vars flyktpunkt ett högt torn kan anas, kanske ett kyrktorn. Tavlans namn härrör från det stora antalet barn som avbildas, cirka 230 som är upptagna med 83 olika lekar. 
Bruegels kallades Bondebruegel och målade ett stort antal myllrande folklivsskildringar, brett upplagda och rika på såväl figurer som detaljer. Skildringarna är ofta livfullt berättande, ibland burleska men utan satiriska överdrifter, till exempel Nederländska ordspråk (1559), Striden mellan fastlagen och fastan (1559) och Bonddans (1568). 
Målningen införlivades i de kejserliga samlingarna 1594 efter att den habsburgska prinsen Ernst av Österrike förvärvat den i Bryssel i samband med att han utnämndes till guvernör i Spanska Nederländerna. Han förvärvade ett flertal tavlor och är anledningen till att Kunsthistorisches Museum i Wien idag äger världens största samling av Bruegels verk – sammanlagt 14 stycken.